# Sharjah FC
Der Sharjah FC (arabisch نادي الشارقة الثقافي الرياضي, DMG Nādī š-Šāriqa aṯ-ṯaqāfī ar-riyāḍī) ist ein Verein aus Schardscha, Vereinigte Arabische Emirate, welcher 1966 gegründet wurde. Aktuell spielt der Verein in der höchsten Liga des Landes, der UAE Pro League. Seine Heimspiele trägt der Verein im Schardscha Cricket Stadion aus. Mit neun Pokalsiegen ist der Club Rekordhalter des Landes.

## Vereinsgeschichte
Gegründet wurde der Verein 1966 unter dem Namen al-Orouba Club. 1974 fusionierte man mit al-Khaleej (welcher später wieder neu gegründet wurde). Schardscha Club ist seit 1978 offiziell als Schardscha Sport und Kultur Club registriert. Der Verein ging in die Geschichte des Fußballs in den Emiraten ein, als erster Meister der Geschichte in der UAE League. Bei der Weltmeisterschaft 1990 bestand der Großteil der Fußballnationalmannschaft der Vereinigten Arabischen Emirate aus Spielern des Vereins Schardscha Club. Insgesamt neun Spieler des Clubs nahmen an der WM teil. 2009 nimmt der Verein an der AFC Champions League teil, konnte bisher aber keines seiner Gruppenspiele gewinnen. In der Liga ist der Verein Achter. Aufgrund der schlechten Ergebnisse wurde Trainer Toni Oliveira im April 2009 entlassen. Sein Nachfolger bis zum Saisonende wurde Abdul Wahab, der erst im März bei Adschman Club entlassen wurde.
Anfang Mai 2009 gab der Verein bekannt, dass er sich nach nur 4 Spieltagen der Gruppenphase, aus der AFC Champions League 2009 zurückziehen werde. Der Verein befand sich zu diesem Zeitpunkt im Abstiegskampf und wollte sich darauf konzentrieren. Im Juli 2009 gab die AFC die Strafe für den Rückzug bekannt. Demnach muss der Verein insgesamt 413.000 Dollar Geldstrafe zahlen und darf 2010, im Falle einer Qualifikation, nicht an der AFC Champions League teilnehmen. Seit September 2011 wird die Mannschaft von dem Rumänen Valeriu Tița trainiert, der den Portugiesen Carlos Azenha ablöste, nachdem bei dessen Frau eine Krebserkrankung diagnostiziert worden war. Im Jahr 2014 ist der brasilianische Trainer Paulo Bonamigo im Amt.

## Vereinserfolge

### National
- UAE Pro League: 1973/74, 1986/87, 1988/89, 1993/94, 1995/96, 2018/19[4]

- UAE President’s Cup: 1978/79, 1979/80, 1981/82, 1982/83, 1991/90, 1994/95, 1997/98, 2002/03, 2021/22, 2022/23

- UAE Arabian Gulf Cup: 2022/23

- UAE Arabian Gulf Super Cup: 2022

### International
- AFC Champions League Two: 2024/25

## Kader der Saison 2024/25
Stand: 24. März 2025
| Nr. |                              | Position | Name                |
| --- | ---------------------------- | -------- | ------------------- |
| 1   | Vereinigte Arabische Emirate | TW       | Khaled Tawhid       |
| 3   | Vereinigte Arabische Emirate | AB       | Alhusain Saleh      |
| 4   | Vereinigte Arabische Emirate | AB       | Shahin Abdulrahman  |
| 5   | Kroatien                     | AB       | Maro Katinić        |
| 7   | Vereinigte Arabische Emirate | ST       | Caio Lucas          |
| 8   | Vereinigte Arabische Emirate | MF       | Mohammad Abdulbasit |
| 9   | Spanien                      | ST       | Paco Alcácer        |
| 10  | Tunesien                     | MF       | Firas Ben Larbi     |
| 13  | Vereinigte Arabische Emirate | AB       | Saleem Sultan       |
| 14  | Vereinigte Arabische Emirate | ST       | Khalid Bawazir      |
| 16  | Kroatien                     | MF       | Darko Nejašmić      |
| 17  | Vereinigte Arabische Emirate | MF       | Dhari Fahad         |
| 18  | Vereinigte Arabische Emirate | AB       | Abdulla Ghanim Juma |
| 19  | Vereinigte Arabische Emirate | AB       | Khaled Ebraheim     |
| 21  | Vereinigte Arabische Emirate | ST       | Mayed Saeed         |
| 22  | Deutschland                  | ST       | Leon Dajaku         |
| 22  | Vereinigte Arabische Emirate | AB       | Marcos Meloni       |
| 23  | Suriname                     | ST       | Tyrone Conraad      |
| 24  | Vereinigte Arabische Emirate | MF       | Majid Rashid        |

| Nr. |                              | Position | Name              |
| --- | ---------------------------- | -------- | ----------------- |
| 27  | Vereinigte Arabische Emirate | MF       | Luan Pereira      |
| 27  | Brasilien                    | ST       | Biro              |
| 30  | Vereinigte Arabische Emirate | ST       | Ousmane Camara    |
| 33  | Korea Sud                    | AB       | Cho Yu-min        |
| 33  | Vereinigte Arabische Emirate | AB       | Hamad Fahad       |
| 34  | Vereinigte Arabische Emirate | AB       | Ali Al-Hadidi     |
| 40  | Vereinigte Arabische Emirate | TW       | Adel Al-Hosani    |
| 43  | Vereinigte Arabische Emirate | AB       | Matar Zaal        |
| 44  | Serbien                      | AB       | David Petrović    |
| 49  | Marokko                      | MF       | Adel Taarabt      |
| 49  | Vereinigte Arabische Emirate | TW       | Mayed Muhsin      |
| 53  | Vereinigte Arabische Emirate | TW       | Abdalla Zaal      |
| 55  | Kamerun                      | ST       | Junior Kameni     |
| 71  | Vereinigte Arabische Emirate | ST       | Ali Tahir         |
| 77  | Vereinigte Arabische Emirate | MF       | Khalifa Sembaij   |
| 88  | Vereinigte Arabische Emirate | MF       | Majed Hassan      |
| 92  | Vereinigte Arabische Emirate | ST       | Abdelrahman Murad |
| 99  | Vereinigte Arabische Emirate | ST       | Sultan Al-Saadi   |

## Bekannte Spieler
- Razzaq Farhan (1999–2002, 2003)
- Javad Nekounam (2006)
- Masoud Shojaei (2006–2008)
- Paco Alcácer (seit 2022)

## Trainer
- Joe Kinnear (1978)
- Rainer Zobel (2006)
- Manuel Cajuda (2009–2011)
- Carlos Azenha (2011)
- Jorvan Vieira (2011–2012)
- Georgios Donis (2016–2017)
- Abdulaziz Al Anbari (2017–2021)
- Cosmin Olăroiu (seit 2021)